# Alexander Stubb

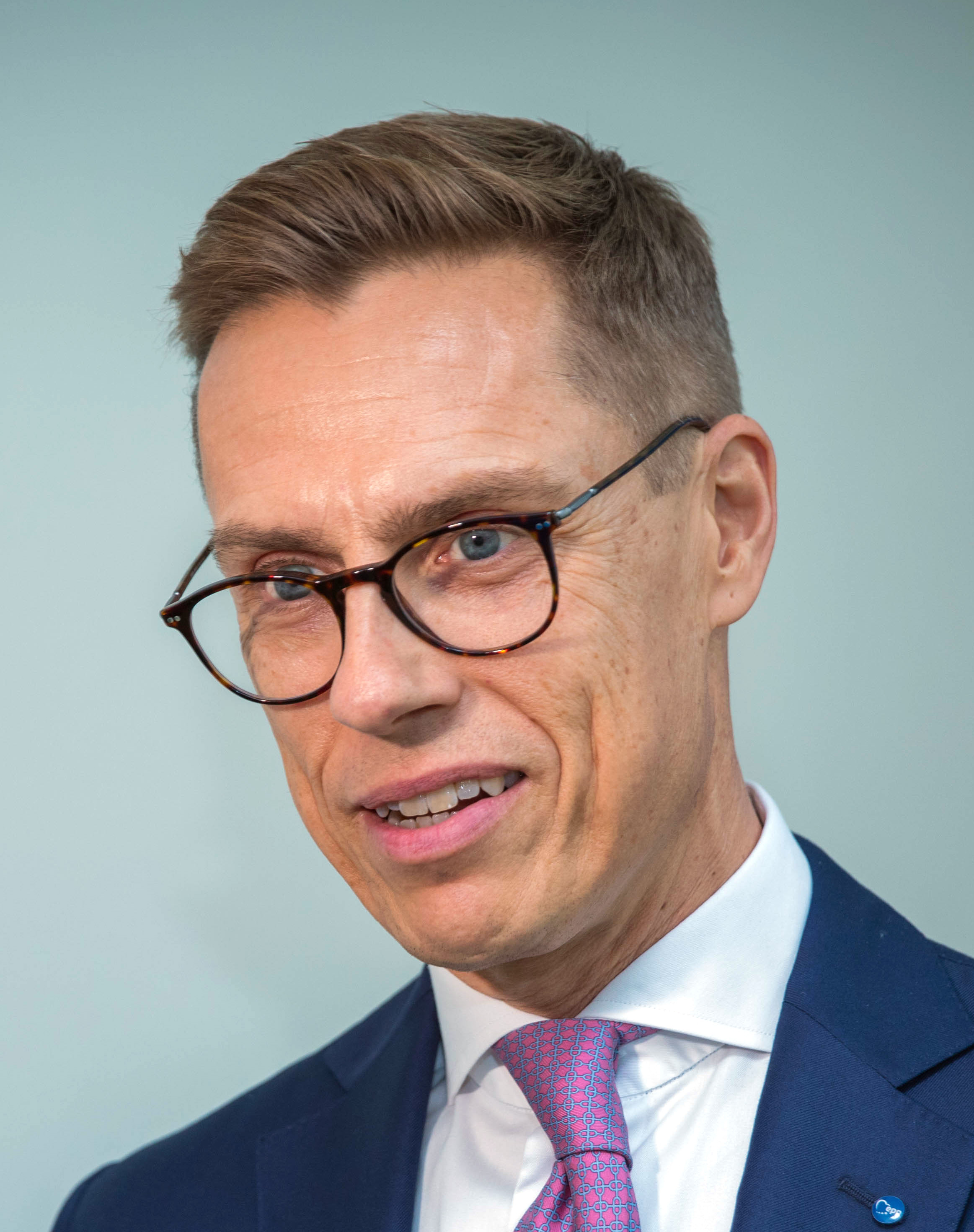
Alexander Stubb (2018)

Cai-Göran Alexander „Alex“ Stubb (finnlandschwedische Aussprache: [kai jøːran alːeksˈandɛr stɵbː], * 1. April 1968 in Helsinki) ist ein finnischer Politiker (Nationale Sammlungspartei), Politikwissenschaftler und seit dem 1. März 2024 Präsident der Republik Finnland (Tasavallan Presidentti).
Vom 29. Mai 2015 bis 22. Juni 2016 war er Finanzminister im Kabinett Sipilä, zuvor war er vom 24. Juni 2014 bis 29. Mai 2015 Ministerpräsident Finnlands. Anschließend war er von 2017 bis 2019 Vizepräsident der Europäischen Investitionsbank in Luxemburg und später als Professor und Direktor der Florence School of Transnational Governance am Europäischen Hochschulinstitut in Florenz tätig.

## Leben
Alexander Stubb wuchs in der zweisprachigen Stadt Helsinki (schwedisch Helsingfors) auf. Die ersten Schuljahre besuchte er eine finnischsprachige Schule, aber wechselte zur vierten Klasse in die schwedischsprachige Munksnäs lågstadieskola. Später besuchte er bis 1986 die Mainland High School in Daytona Beach (Florida, USA) und danach das schwedischsprachige Gymnasium Lärkan in Helsinki, wo er das Abitur (schwedisch studentexamen) machte. Nach der Ableistung des Militärdienstes studierte er Politikwissenschaften an der Furman University in South Carolina (USA). 1993 schloss er das Studium mit dem Grad eines Bachelor of Arts ab. Am Europakolleg in Brügge (Belgien) erreichte er 1995 den Abschluss eines Master of Arts im Fach European Political Affairs. Von 1995 bis 1997 arbeitete er für das finnische Außenministerium und von 1997 bis 1999 als Forscher für die Akademie von Finnland. Seit 1997 ist er auch als Zeitungskolumnist in Erscheinung getreten. 1999 erlangte er den Doktor der Philosophie (Ph.D.) an der London School of Economics.
Nach seiner Promotion war Stubb vor allem in der Europapolitik aktiv. Von 2004 bis 2008 war er Abgeordneter des Europaparlamentes. Nach dem Rücktritt des Außenministers Ilkka Kanerva im Kabinett von Ministerpräsident Matti Vanhanen wurde Stubb am 4. April 2008 dessen Nachfolger. Bei der Parlamentswahl 2011 wurde die Sammlungspartei zur stärksten Fraktion. Der Parteivorsitzende Jyrki Katainen bildete eine breite Koalitionsregierung und berief Stubb im neuen Kabinett zum Minister für Europa und Außenhandel.
Nachdem Katainen im April 2014 für den folgenden Juni seinen Rücktritt erklärte, wurde Stubb am 14. Juni zum neuen Parteivorsitzenden gewählt. Beim Parteitag in Lahti setzte er sich gegen Paula Risikko und Jan Vapaavuori durch. Unmittelbar darauf am 24. Juni wurde Stubb auch neuer Ministerpräsident und bildete das Kabinett Stubb.
Stubbs Regierung überstand im November 2014 zum dritten Mal einen Misstrauensantrag der Opposition.
Nach der Parlamentswahl 2015 reichte Stubbs Regierung dem Brauch entsprechend ihren Rücktritt ein. Da die Sammlungspartei nach Stimmenverlusten nicht mehr stärkste Partei war, wurde die Bildung einer neuen Regierung unter Juha Sipilä von der Zentrumspartei verhandelt. Am 29. Mai 2015 löste ihn Sipilä im Amt des Ministerpräsidenten ab und berief ihn als Finanzminister in sein Kabinett.
Vom 11. bis 14. Juni 2015 nahm er an der 63. Bilderberg-Konferenz in Telfs-Buchen in Österreich teil.
Im Juni 2016 votierten beim Parteitag der Nationalen Sammlungspartei in Lappeenranta 441 Delegierte für die Ablösung Stubbs als Parteivorsitzenden, 361 sprachen sich für ihn aus. Neuer Parteivorsitzender und Finanzminister wurde der bisherige Innenminister Petteri Orpo. Zuvor war Stubb durch schlechte Umfragewerte sowie angeblich zu große Zugeständnisse an die Koalitionspartner in die Kritik geraten.
Im Anschluss an seine politische Karriere auf nationaler Ebene kehrte Stubb in die Europäischen Institutionen zurück: Auf Vorschlag der finnischen Regierung wurde der Politiker zum 1. August 2017 Vizepräsident der Europäischen Investitionsbank (EIB), eine Funktion, die er bis Ende 2019 ausfüllte. Zum 1. Mai 2020 wurde Stubb schließlich zum Direktor der School of Transnational Governance des European University Institutes (Florenz) ernannt.
Stubb erklärte Anfang Oktober 2018 bei der Wahl des Nachfolgers von EU-Kommissionspräsident Jean-Claude Juncker als Kandidat für die Europäische Volkspartei antreten zu wollen. Als einziger Bewerber für die EVP hatte bis dahin Manfred Weber gegolten, Stubb konnte sich nicht gegen Weber durchsetzen. Ebenso scheiterten 2019 seine Ambitionen auf die Nachfolge von Christine Lagarde als geschäftsführender Direktor des Internationalen Währungsfonds.
Am 11. Februar 2024 wurde Stubb im zweiten Wahlgang der Präsidentschaftswahl mit gut 51 Prozent der abgegebenen Stimmen zum Präsidenten der Republik Finnland gewählt. Er gewann die Wahl gegen Pekka Haavisto. Sein Amt als Nachfolger Sauli Niinistös trat er am 1. März 2024 an.

## Privates

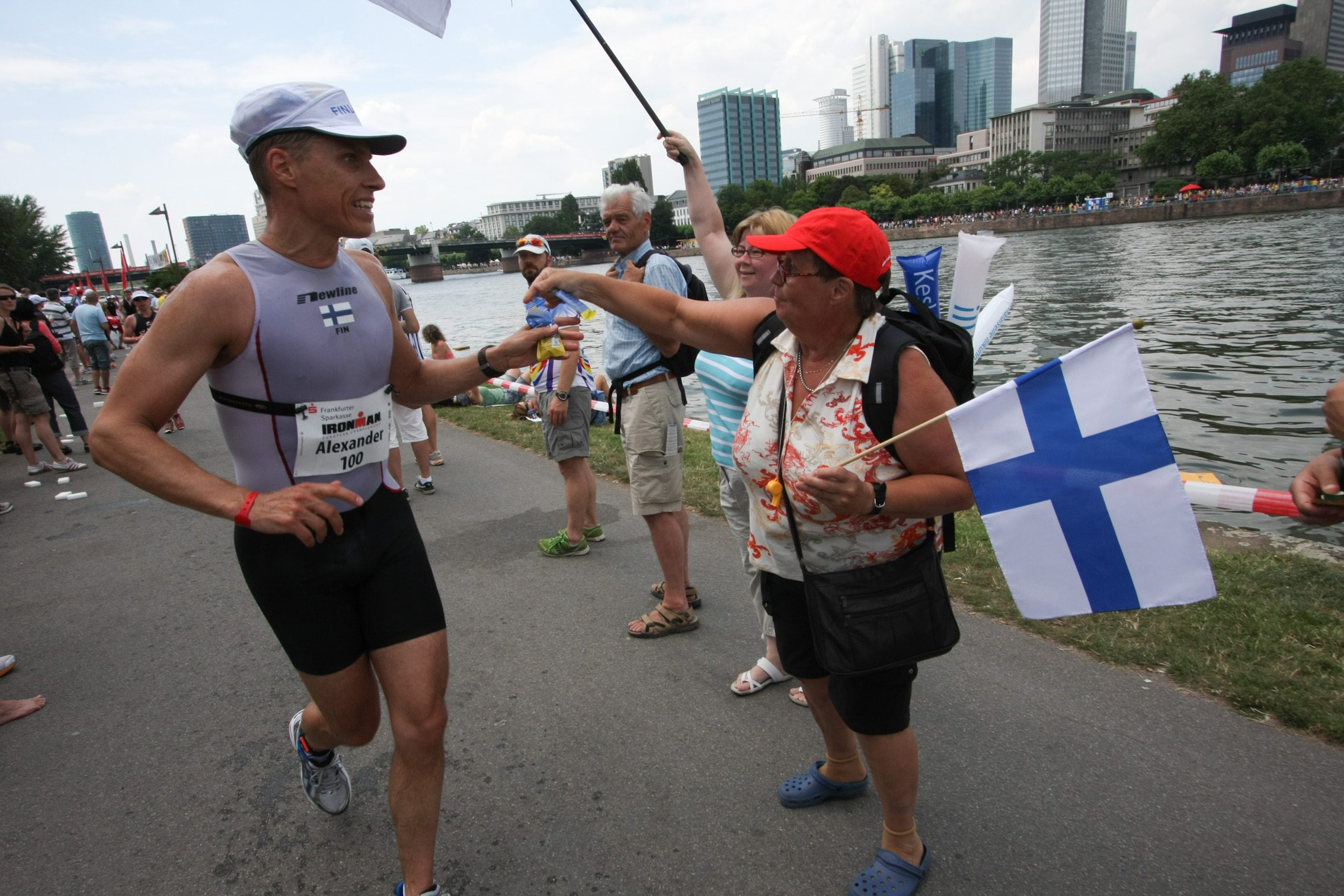
Stubb beim Ironman Germany in Frankfurt (2009)

Stubb ist mit der britischen Anwältin Suzanne Innes-Stubb verheiratet, hat mit ihr zwei Kinder und lebt mit seiner Familie im Stadtteil Westend der Stadt Espoo in der Hauptstadtregion. Mit seinen Kindern spricht Stubb Schwedisch, das auch seine Ehefrau beherrscht.
In Stubbs Familie und unter seinen Freunden gibt es viele Schwedischsprachige. Aber er beschreibt sich in seinem Buch Alex (2017) als „zweisprachig“ und nicht mit dem Wort „Finnlandschwede“ (finlandssvensk). Auch während seiner Kampagne zur Präsidentschaftswahl 2024 verhielt er sich ambivalent zu seinem finnlandschwedischen Hintergrund. Einerseits betonte er gegenüber finnlandschwedischen Wählern die Kontinuität zum bisher letzten finnlandschwedischen Präsidenten Gustaf Mannerheim. Andererseits trat er als „finnischer“ Kandidat auf, um andere Wählergruppen nicht negativ zu aktivieren. Darunter sind nicht zuletzt die Anhänger der Basisfinnen, deren politisches Programm den offiziellen Status der schwedischen Sprache in Finnland in Frage stellt.
Mit seiner zweisprachigen Mutter Christel Stubb (1943–2008) sprach er Finnisch, das er auch mit seinem Bruder spricht. Mit seinem Vater, dem finnlandschwedischen Eishockeyfunktionär Göran Stubb (* 1935), spricht er Schwedisch. Außerdem spricht er fließend Englisch, Französisch und Deutsch als Fremdsprachen.
In seiner Freizeit nimmt er öfter an Marathon- und Triathlonwettbewerben teil. 2016 absolvierte er den Ironman Hawaii in 11:13 h. 2009 veröffentlichte er mit Ilkka Järvimäki Miehen treenikirja („Training für Männer“), einen Ratgeber für die Ausführung und Motivation diverser Sportarten und deren Integration in das tägliche Leben.

## Auszeichnungen
- Schwarzkopf-Europa-Preis der Schwarzkopf-Stiftung Junges Europa[19]

## Veröffentlichungen
- Negotiating flexibility in the European Union: Amsterdam, Nice and beyond. Palgrave, Basingstoke (u. a.) 2002, ISBN 0-333-94830-0.